# James Harris

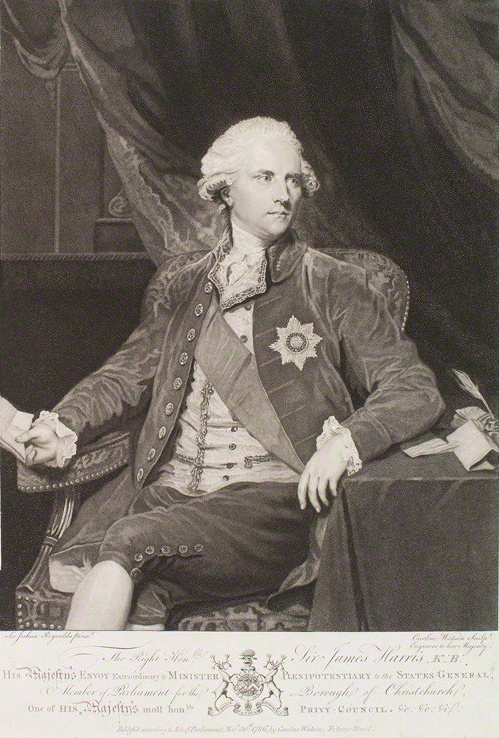
James Harris, graaf van Malmesbury

James Howard Harris, graaf van Malmesbury, (21 april 1746 - 20 november 1820) was een Britse diplomaat, die in de patriottentijd in Den Haag was gestationeerd. Hij is lid van het Lagerhuis geweest en ambassadeur in Rusland en de Republiek der Zeven Verenigde Nederlanden.
Harris studeerde in Winchester, Oxford en Leiden. Hij werd in 1767 secretaris in Madrid, waar hij al snel om zijn kundigheid bekend werd. In 1772 werd hij diplomaat in Berlijn, in 1776 ging hij naar Sint-Petersburg, in december 1784 kwam hij in Den Haag terecht. Hij wist goede contacten op te bouwen met Laurens Pieter van de Spiegel, bij Pieter Paulus kreeg hij niets voor elkaar. Harris loofde geld uit aan regenten en officieren die naar de prinsgezinden zouden overlopen.
Op 27 augustus 1786 vond een belangrijke bijeenkomst plaats op het Loo, waar op aandrang van Harris werd besloten tot een militaire expeditie om de twee stadjes Elburg en Hattem tot gehoorzaamheid te dwingen. In mei 1787 werd in het geheim een orangistische contra-revolutie voorbereid. De zaken hadden wat hem betreft al veel te lang gesleept. "Matters must be brought to a crisis." Harris moest niets van verzoening hebben. Een verzoening strekte alleen de patriotten tot voordeel. In juni 1787 stuurde Harris Gijsbert Karel van Hogendorp voor overleg naar Amersfoort met prinses Wilhelmina van Pruisen en stadhouder Willem V over haar voorgenomen tocht naar Den Haag. 
In 1788 werd hij tot baron verheven. In 1793 bezocht hij opnieuw Duitsland om tussen het voorgenomen huwelijk van George IV, kroonprins van het Verenigd Koninkrijk van Groot-Brittannië en Ierland, met Caroline van Brunswijk te bemiddelen. In 1796 en 1797 onderhandelde hij te vergeefs met het Directoire in Parijs en Rijsel. Harris trok zich vervolgens terug vanwege zijn doofheid. In 1800 werd hij tot graaf benoemd. 

## Werken
- Diaries and correspondence of James Harris, first Earl of Malmesbury: London 1844, 4 delen
- Letters of the first Earl of Malmesbury, 1746-1820 : Londen 1870, 2 delen